# Xanthorhoe griseiviridis
Xanthorhoe griseiviridis là một loài bướm đêm trong họ Geometridae.